# Élections à Roanne
Cette page recense les résultats de l'ensemble des votes, élections et référendums ayant eu lieu dans la commune de Roanne (Loire) depuis 2000.

## Élections municipales

### 2020
Les élections municipales de 2020 ont eu lieu de 15 mars 2020 au début de la pandémie de la covid-19. Yves Nicolin est réélu au premier tour avec 59,04%. La liste « Roanne Passionnément » obtient 32 sièges.  

### 2014
Les élections municipales de 2014 ont eu lieu les 23 et 30 mars 2014. Pour la commune de Roanne, les conseillers municipaux sont élus selon le mode de scrutin de liste à deux tours avec représentation proportionnelle. 39 sièges sont à pourvoir. 5 listes sont déposées. À l'issue des élections qui se déroulent en deux tours et dont les résultats figurent ci-après, Yves Nicolin est réélu maire.
| Tête de liste  | Tête de liste    | Liste          | Premier tour | Premier tour | Second tour | Second tour | Sièges | Sièges |
| Tête de liste  | Tête de liste    | Liste          | Voix         | %            | Voix        | %           | CM     |        |
| -------------- | ---------------- | -------------- | ------------ | ------------ | ----------- | ----------- | ------ | ------ |
|                | Yves Nicolin     | UMP-UDI        | 5 701        | 43,27        | 6 968       | 51,48       | 30     |        |
|                | Laure Déroche    | PS             | 3 876        | 29,41        | 4 669       | 34,50       | 7      |        |
|                | Sarah Brosset    | FN             | 2 068        | 15,69        | 1 896       | 14,01       | 2      |        |
|                | Norbert Chetail  | DVD            | 780          | 5,92         |             |             |        |        |
|                | Gérard Philippon | FG             | 750          | 5,69         |             |             |        |        |
|                |                  |                |              |              |             |             |        |        |
| Inscrits       | Inscrits         | Inscrits       | 21 231       | 100,00       | 21 231      | 100,00      |        |        |
| Abstentions    | Abstentions      | Abstentions    | 7 681        | 36,18        | 7 313       | 34,44       |        |        |
| Votants        | Votants          | Votants        | 13 550       | 63,82        | 13 918      | 65,56       |        |        |
| Blancs et nuls | Blancs et nuls   | Blancs et nuls | 375          | 2,77         | 385         | 2,77        |        |        |
| Exprimés       | Exprimés         | Exprimés       | 13 175       | 97,23        | 13 533      | 97,23       |        |        |

### 2008
Les élections municipales de 2008 ont eu lieu les 9 et 16 mars 2008. Pour la commune de Roanne, les conseillers municipaux sont élus selon le mode de scrutin de liste à deux tours avec représentation proportionnelle. 39 sièges sont à pourvoir. 3 listes sont déposées. À l'issue des élections qui se déroulent en deux tours et dont les résultats figurent ci-après,, Laure Déroche est élue maire.
| Tête de liste  | Tête de liste   | Liste                   | Premier tour | Premier tour | Second tour | Second tour | Sièges | Sièges |
| Tête de liste  | Tête de liste   | Liste                   | Voix         | %            | Voix        | %           | CM     |        |
| -------------- | --------------- | ----------------------- | ------------ | ------------ | ----------- | ----------- | ------ | ------ |
|                | Laure Déroche   | UG                      | 6 931        | 49,45        | 8 086       | 52,07       | 30     |        |
|                | Yves Nicolin    | Majorité présidentielle | 6 351        | 45,31        | 7 442       | 47,93       | 9      |        |
|                | Norbert Chetail | DVD                     | 735          | 5,24         |             |             |        |        |
|                |                 |                         |              |              |             |             |        |        |
| Inscrits       | Inscrits        | Inscrits                | 22 357       | 100,00       | 22 357      | 100,00      |        |        |
| Abstentions    | Abstentions     | Abstentions             | 7 982        | 35,70        | 6 469       | 28,94       |        |        |
| Votants        | Votants         | Votants                 | 14 375       | 64,30        | 15 888      | 71,06       |        |        |
| Blancs et nuls | Blancs et nuls  | Blancs et nuls          | 358          | 2,49         | 360         | 2,27        |        |        |
| Exprimés       | Exprimés        | Exprimés                | 14 017       | 97,51        | 15 528      | 97,73       |        |        |

## Élections départementales et cantonales
L'élection des conseillers généraux a lieu au scrutin uninominal majoritaire à deux tours, la moitié des sièges dans chaque département étant renouvelée tous les trois ans. Le département de la Loire comprend 40 cantons. La commune de Roanne est composée de deux cantons : Roanne-1 et Roanne-2. Le Département de la Loire (département) est présidé par Georges Ziegler.

### Roanne-1
Brigitte Dumoulin et Jean-Jacques Ladet, ancien maire de Mably (Loire) sont les conseillers départementaux de ce canton représentant le nord de Roanne et Mably. Ils siègent dans l’opposition parmi les six élus du Parti Socialiste

### Roanne-2
Farida Ayadene, adjointe au maire de Villerest et Lucien Murzi, adjoint au maire de Roanne sont élus conseillers départementaux le 27 juin 2021. Ils siègent dans la majorité « Union pour la Loire » dirigée par Georges Ziegler. Le canton Roanne-2 comprend le sud de Roanne, Villerest, Riorges et Saint-Léger-sur-Roanne.

### Roanne-Nord
- 2004 : Alain Guillemant (PS) est élu conseiller général au 2e tour avec 61,45 % des suffrages exprimés sur le canton[7] et 58 % des voix sur la commune[8]. Il devance Christian Maisonneuve (UMP) qui obtient 42 % sur la commune et 38,55 % sur le canton. Le taux de participation est de 60,55 % sur la commune et de 61,09 % sur le canton.
- 2011 : Alain Guillemant (PS) est élu conseiller général au 2e tour avec 60,81 % des suffrages exprimés sur le canton[9] et 55,86 % des voix sur la commune[10]. Il devance Gilles Passot (Majorité - Nouveau Centre) qui obtient 44,14 % sur la commune et 39,19 % sur le canton. Le taux de participation est de 40,41 % sur la commune et de 38,25 % sur le canton.

### Roanne-Sud
- 2008 : Bernard Jayol (PS) est élu conseiller général au 1er tour avec 53,29 % des suffrages exprimés sur le canton[11] et 48,74 % sur la commune[12]. Il devance Jean-Louis Lagarde (UMP) qui obtient 28,55 % sur la commune et 25,77 % sur le canton. Le taux de participation est de 54,87 % sur la commune et de 62,49 % sur le canton.

## Élections régionales
Les élections régionales renouvellent les 25 conseils régionaux de Métropole et d'outre-mer ainsi que l'Assemblée de Corse. Les conseillers régionaux sont élus dans chaque région au scrutin de liste à deux tours sans adjonction ni suppression de noms et sans modification de l'ordre de présentation. Dans la région Rhône-Alpes, 157 sièges sont à pourvoir. 

### 2010
Les élections régionales de 2010 ont lieu les 14 et 21 mars. Les résultats pour la commune sont les suivants :
|  | Tendance                | Tête de liste        | Liste                                                  | Commune | Région  | Sièges |
|  | ----------------------- | -------------------- | ------------------------------------------------------ | ------- | ------- | ------ |
|  | Union de la gauche      | Jean-Jack Queyranne  | Liste de rassemblement de la gauche et des écologistes | 51,63 % | 50,75 % | 100    |
|  | Majorité présidentielle | Françoise Grossetête | Aujourd'hui et demain, ensemble pour Rhône-Alpes.      | 34,54 % | 34,02 % | 40     |
|  | FN                      | Bruno Gollnisch      | Front national pour Rhône-Alpes et nos provinces       | 13,84 % | 15,22 % | 17     |

### 2004
Les élections régionales de 2004 ont lieu les 21 et 28 mars.Les résultats pour la commune sont les suivants :
|  | Tendance                | Tête de liste        | Liste                                                                                                | Commune | Région  | Sièges |
|  | ----------------------- | -------------------- | --- | ------- | ------- | ------ |
|  | PS - PCF - PRG          | Jean-Jack Queyranne  | Rhône-alpes pour tous avec la Gauche et les Verts                                                    | 52,61 % | 46,52 % | 94     |
|  | UDF - UMP - Cap21 - FRS | Anne-Marie Comparini | Unis pour faire gagner la région                                                                     | 33,76 % | 38,2 %  | 45     |
|  | FN                      | Bruno Gollnisch      | Front national pour Rhône-Alpes, liste présentée par Jean-Marie Le Pen, conduite par Bruno Gollnisch | 13,63 % | 15,28 % | 18     |

## Élections législatives

### 2012
Les élections législatives de 2012 se déroulent sur deux tours de scrutin les 10 et 17 juin, dans la continuité de l'élection présidentielle qui s'est tenue les 22 avril et 6 mai 2012, selon un mode de scrutin uninominal majoritaire à deux tours. Un redécoupage des circonscriptions législatives est réalisé en 2010 pour tenir compte de l'évolution de la démographie française et pour répondre à une demande du Conseil constitutionnel. Le nombre total de députés, 577, désormais inscrit dans la Constitution depuis la réforme de la constitution française de juillet 2008, reste inchangé, mais certains départements voient le nombre de circonscriptions et leur composition modifiés. Le département de la Loire voit ainsi leur nombre passer de 7 à 6.

La commune n'est pas concernée par le redécoupage et reste rattachée à la 5e circonscription.
- 5e circonscription : 55,91 % pour Yves Nicolin (UMP, élu au 2e tour avec 56,35 % des suffrages exprimés sur la circonscription[25]), 44,09 % pour Laure Deroche (PS), 60,08 % de participation[26].

### 2007
Les élections législatives de 2007 se déroulent sur deux tours de scrutin les 10 et 17 juin. Le découpage électoral est le même que celui des élections de 2002. Sans surprise, la majorité sortante UMP est reconduite, quelques semaines après l'élection de Nicolas Sarkozy à la présidence de la République, avec toutefois un nombre de sièges réduit par rapport aux précédentes élections. Dans la 5e circonscription du département de la Loire, dont dépend la commune de Roanne, Yves Nicolin est élu au 2e tour avec 50,67% des suffrages. Les résultats pour la commune sont les suivants :
- 5e circonscription : 50,54 % pour Laure Deroche (UMP), 49,46 % pour Yves Nicolin (Union pour la Majorité présidentielle, élu au 2e tour avec 50,67 % des suffrages exprimés[28]), 37,73 % de participation[29].

### 2002
Les élections législatives de 2002 des députés de la XIIe législature ont lieu les 9 et 16 juin 2002, dans la foulée de l'élection présidentielle de 2002 qui a vu la réélection de Jacques Chirac. La droite parlementaire sort largement vainqueur de ces élections, marquées par un nouveau record d'abstention (39%). Les députés sont élus au scrutin uninominal majoritaire à deux tours dans 577 circonscriptions, le département de la Loire en comportant sept. La commune de Roanne est sur le territoire de la 5e circonscription qui voit la victoire de Yves Nicolin (Union pour la Majorité présidentielle, élu au 2e tour avec 54,91 % des suffrages exprimés). Les résultats au niveau de la commune sont les suivants :
- 5e circonscription : 53,43 % pour Yves Nicolin (PS), 46,57 % pour Bernard Jayol (Union pour la Majorité présidentielle, élu au 2e tour avec 54,91 % des suffrages exprimés), 57,82 % de participation[31].

## Élections présidentielles

### 2012
Le premier tour de l'élection présidentielle de 2012 voit s'affronter dix candidats. François Hollande, candidat du Parti socialiste, et Nicolas Sarkozy, président sortant et candidat de l'UMP, se qualifient pour le second tour, avec respectivement 28,63 % et 27,18 % des suffrages exprimés. Parmi les candidats éliminés, Marine Le Pen (17,90 %), Jean-Luc Mélenchon (11,10 %) et François Bayrou (9,13 %) obtiennent des scores significatifs. À l'issue du second tour, deux semaines plus tard, François Hollande est élu président de la République avec 51,64 % des suffrages exprimés, contre 48,36 % à son adversaire.
À Roanne, François Hollande arrive en tête du premier tour avec 28,7 %, suivi de Nicolas Sarkozy avec 26,45 %, puis de Marine Le Pen avec 18,88 %, puis Jean-Luc Mélenchon avec 12,19 %, puis François Bayrou avec 8,33 %, aucun autre candidat ne dépassant le seuil des 5 %. Au second tour, les électeurs ont voté à 52,88 % pour François Hollande contre 47,12 % pour Nicolas Sarkozy avec un taux d’abstention de 80,99 %.
|                                           | Parti         | Nom                   | Premier tour | Premier tour  | Premier tour | Second tour | Second tour | Second tour |
| Voix                                      | Parti         | Nom                   | %            | %             | Voix         | %           | %           |             |
| Voix                                      | Parti         | Nom                   | Exprimés     | Inscrits      | Voix         | Exprimés    | Inscrits    |             |
| ----------------------------------------- | ------------- | --------------------- | ------------ | ------------- | ------------ | ----------- | ----------- | ----------- |
|                                           | PS-PRG        | François Hollande     | 4 818        | 28,7 %        | 22,71 %      | 8 536       | 52,88 %     | 40,23       |
|                                           | UMP-NC        | Nicolas Sarkozy       | 4 440        | 26,45 %       | 20,92 %      | 7 607       | 47,12 %     | 35,85       |
|                                           | FN            | Marine Le Pen         | 3169         | 18,88 %       | 14,93 %      |             |             |             |
|                                           | FG-PCF        | Jean-Luc Mélenchon    | 2047         | 12,19 %       | 9,65 %       |             |             |             |
|                                           | MoDem         | François Bayrou       | 1398         | 8,33 %        | 6,59 %       |             |             |             |
|                                           | EELV          | Eva Joly              | 318          | 1,89 %        | 1,50 %       |             |             |             |
|                                           | DLR           | Nicolas Dupont-Aignan | 270          | 1,61 %        | 1,27 %       |             |             |             |
|                                           | NPA           | Philippe Poutou       | 188          | 1,12 %        | 0,89 %       |             |             |             |
|                                           | LO            | Nathalie Arthaud      | 99           | 0,59 %        | 0,47 %       |             |             |             |
|                                           | SP            | Jacques Cheminade     | 40           | 0,24 %        | 0,19 %       |             |             |             |
|                                           |               | Total exprimés        | 16 787       | -             | 79,11 %      | 16 143      | -           | 76,07 %     |
| Total votants : exprimés + blancs ou nuls | 17 137 (350)  | -                     | 80,76 %      | 17 186 (1043) | -            | 80,99 %     |             |             |
| Total inscrits : votants + abstentions    | 21 219 (4082) | -                     | 100 %        | 21 220 (4034) | -            | 100 %       |             |             |

### 2007
Le premier tour de l'élection présidentielle de 2007 a été marqué par une participation exceptionnelle avec un score de 83,97 % des inscrits. Ce taux est comparable à celui du premier tour de l'élection présidentielle de 1965 qui était de 84,7 % et celle de 1974 qui était de 84,2 %. Nicolas Sarkozy (31,18 %) et Ségolène Royal (25,87 %) arrivent en tête pour le premier tour de l'élection devant François Bayrou (18,57 %) et Jean-Marie Le Pen (10,44 %). Au second tour, Nicolas Sarkozy est élu Président de la République française, avec 53,06 % des suffrages, contre Ségolène Royal avec 46,94 %. 
À Roanne Nicolas Sarkozy est arrivé en tête au premier tour avec 29,39 %, suivi de Ségolène Royal avec 26,85 %, François Bayrou avec 18,29 % et enfin Jean-Marie Le Pen avec 10,75 %, aucun autre candidat ne dépassant le seuil des 5 %. Au second tour, les électeurs ont voté à 50,49 % pour Nicolas Sarkozy contre 49,51 % pour Ségolène Royal avec un taux d’abstention de 17,33 %.
|                                           | Parti          | Nom                  | Premier tour | Premier tour  | Premier tour | Second tour | Second tour | Second tour |
| Voix                                      | Parti          | Nom                  | %            | %             | Voix         | %           | %           |             |
| Voix                                      | Parti          | Nom                  | Exprimés     | Inscrits      | Voix         | Exprimés    | Inscrits    |             |
| ----------------------------------------- | -------------- | -------------------- | ------------ | ------------- | ------------ | ----------- | ----------- | ----------- |
|                                           | UMP            | Nicolas Sarkozy      | 5 384        | 29,39 %       | 24,8 %       | 8 913       | 50,49 %     | 39,89       |
|                                           | PS             | Ségolène Royal       | 4 918        | 26,85 %       | 21,32 %      | 8 740       | 49,51 %     | 39,11       |
|                                           | MoDem          | François Bayrou      | 3351         | 18,29 %       | 14,52 %      |             |             |             |
|                                           | FN             | Jean-Marie Le Pen    | 1969         | 10,75 %       | 8,53 %       |             |             |             |
|                                           | LCR            | Olivier Besancenot   | 860          | 4,69 %        | 3,73 %       |             |             |             |
|                                           | MPF            | Philippe de Villiers | 459          | 2,51 %        | 1,99 %       |             |             |             |
|                                           | PCF            | Marie-George Buffet  | 429          | 2,34 %        | 1,86 %       |             |             |             |
|                                           | LO             | Arlette Laguiller    | 282          | 1,54 %        | 1,22 %       |             |             |             |
|                                           | Verts          | Dominique Voynet     | 245          | 1,34 %        | 1,6 %        |             |             |             |
|                                           | Sans étiquette | José Bové            | 239          | 1,3 %         | 1,4 %        |             |             |             |
|                                           | CPNT           | Frédéric Nihous      | 119          | 0,65 %        | 0,52 %       |             |             |             |
|                                           | PT             | Gérard Schivardi     | 63           | 0,34 %        | 0,27 %       |             |             |             |
|                                           |                | Total exprimés       | 18 318       | -             | 81,98 %      | 17 653      | -           | 79 %        |
| Total votants : exprimés + blancs ou nuls | 18 606 (288)   | -                    | 83,27 %      | 18 473 (820)  | -            | 82,67 %     |             |             |
| Total inscrits : votants + abstentions    | 22 345 (3739)  | -                    | 100 %        | 22 345 (3872) | -            | 100 %       |             |             |

### 2002
Le 21 avril 2002 est inédit dans la vie politique française, puisqu'un représentant d'un parti classé à l'extrême droite de l'échiquier politique a réussi à se qualifier pour le second tour d'une élection présidentielle. Jacques Chirac est réélu président de la république avec le plus fort score depuis la création de la Cinquième République : 82,21 % ; Jean-Marie Le Pen obtient 17,79 % des suffrages exprimés.
 À Roanne, Jacques Chirac arrive en tête au premier tour avec 20,32 %, suivi de Jean-Marie Le Pen avec 17,84 %. Viennent ensuite Lionel Jospin avec 16,66 %, Arlette Laguiller avec 6,46 %, puis François Bayrou avec 6,43 % et Jean-Pierre Chevènement avec 6,1 %, aucun autre candidat ne dépassant le seuil des 5 %. Au second tour, les électeurs ont voté à 81,97 % pour Jacques Chirac contre 18,03 % pour Jean-Marie Le Pen avec un taux d’abstention de 24,53 %, résultat inférieur aux tendances nationales.
|                                           | Parti         | Nom                     | Premier tour | Premier tour  | Premier tour | Second tour | Second tour | Second tour |
| Voix                                      | Parti         | Nom                     | %            | %             | Voix         | %           | %           |             |
| Voix                                      | Parti         | Nom                     | Exprimés     | Inscrits      | Voix         | Exprimés    | Inscrits    |             |
| ----------------------------------------- | ------------- | ----------------------- | ------------ | ------------- | ------------ | ----------- | ----------- | ----------- |
|                                           | UMP           | Jacques Chirac          | 3 076        | 20,32 %       | 13,34 %      | 13 525      | 81,97 %     | 58,64       |
|                                           | FN            | Jean-Marie Le Pen       | 2 700        | 17,84 %       | 11,71 %      | 2 975       | 18,03 %     | 12,9        |
|                                           | PS            | Lionel Jospin           | 2522         | 16,66 %       | 10,93 %      |             |             |             |
|                                           | LO            | Arlette Laguiller       | 978          | 6,46 %        | 4,24 %       |             |             |             |
|                                           | MoDem         | François Bayrou         | 974          | 6,43 %        | 4,22 %       |             |             |             |
|                                           | MRC           | Jean-Pierre Chevènement | 924          | 6,1 %         | 4,0 %        |             |             |             |
|                                           | Verts         | Noël Mamère             | 698          | 4,61 %        | 3,2 %        |             |             |             |
|                                           | LCR           | Olivier Besancenot      | 691          | 4,57 %        | 3,0 %        |             |             |             |
|                                           | DL            | Alain Madelin           | 605          | 4 %           | 2,62 %       |             |             |             |
|                                           | PCF           | Robert Hue              | 583          | 3,85 %        | 2,53 %       |             |             |             |
|                                           | MNR           | Bruno Mégret            | 387          | 2,56 %        | 1,68 %       |             |             |             |
|                                           | CPNT          | Jean Saint-Josse        | 256          | 1,69 %        | 1,11 %       |             |             |             |
|                                           | Cap21         | Corinne Lepage          | 245          | 1,62 %        | 1,6 %        |             |             |             |
|                                           | PRG           | Christiane Taubira      | 238          | 1,57 %        | 1,3 %        |             |             |             |
|                                           | FRS           | Christine Boutin        | 167          | 1,1 %         | 0,72 %       |             |             |             |
|                                           | PT            | Daniel Gluckstein       | 92           | 0,61 %        | 0,40 %       |             |             |             |
|                                           |               | Total exprimés          | 15 136       | -             | 65,63 %      | 16 500      | -           | 71,54 %     |
| Total votants : exprimés + blancs ou nuls | 15 706 (570)  | -                       | 68,1 %       | 17 406 (906)  | -            | 75,47 %     |             |             |
| Total inscrits : votants + abstentions    | 23 064 (7358) | -                       | 100 %        | 23 064 (5658) | -            | 100 %       |             |             |

## Référendums
Le référendum sur le quinquennat présidentiel, visant à réduire la durée du mandat présidentiel de sept à cinq ans, a lieu le 24 septembre 2000. La question posée est : « Approuvez-vous le projet de loi constitutionnelle fixant la durée du mandat du président de la République à cinq ans ? » Les électeurs votent « oui » à une large majorité (73,21 % des suffrages exprimés), dans un contexte de forte abstention (69,81 %). Localement, les votes sont respectivement de 68,69 % pour le "oui" et de 31,31 % pour le "non".
Le référendum français sur le traité établissant une Constitution pour l'Europe a eu lieu le 29 mai 2005. À la question « Approuvez-vous le projet de loi qui autorise la ratification du traité établissant une Constitution pour l'Europe ? », le « non » recueille 54,68 % des suffrages exprimés. Ce troisième référendum français sur un traité européen (après ceux de 1972 et 1992) est le premier à être rejeté. Localement les électeurs de la commune votent à 43,26 % pour le "oui" et à 56,74 % pour le "non".
| Référendums. | Référendums.      | Référendums.      | Référendums.      | Référendums.      | Référendums.      | Référendums.      | Référendums.  |
| Année        | Oui (national)    | Oui (national)    | Oui (national)    | Non (national)    | Non (national)    | Non (national)    | Participation |
| ------------ | ----------------- | ----------------- | ----------------- | ----------------- | ----------------- | ----------------- | ------------- |
| 2000         | 68,69 % (73,21 %) | 68,69 % (73,21 %) | 68,69 % (73,21 %) | 31,31 % (26,79 %) | 31,31 % (26,79 %) | 31,31 % (26,79 %) | 24,78 %       |
| 2005         | 43,26 % (45,33 %) | 43,26 % (45,33 %) | 43,26 % (45,33 %) | 56,74 % (54,67 %) | 56,74 % (54,67 %) | 56,74 % (54,67 %) | 67,46 %       |